# Aldo Brancher
Aldo Brancher (ur. 30 maja 1943 w Trichianie) – włoski polityk, przedsiębiorca i duchowny katolicki, parlamentarzysta, od czerwca do lipca 2010 minister.

## Życiorys
Ukończył studia teologiczne, był przez pewien czas duchownym katolickim, członkiem zakonu paulistów. Był współpracownikiem czasopisma „Famiglia Cristiana”. Po odejściu z zakonu przeszedł do pracy w przedsiębiorstwach Silvia Berlusconiego, początkowo zatrudniony w Publitalia '80, następnie na menedżerskim stanowisku w holdingu Fininvest. Na początku lat 90. w okresie skandali korupcyjnych był przez trzy miesiące tymczasowo aresztowany pod zarzutem udziału w nielegalnym finansowaniu Włoskiej Partii Socjalistycznej. Skazany przez sąd I instancji, wyrok ten potwierdził również sąd II instancji. Ostatecznie został jednak oczyszczony z zarzutów w postępowaniu przed Najwyższym Sądem Kasacyjnym (głównie ze względów proceduralnych związanych z dokonanymi w międzyczasie zmianami w prawie).
Zaangażował się w działalność polityczną w ramach Forza Italia i następnie współtworzonego przez FI Ludu Wolności. W latach 2001–2013 sprawował mandat posła do Izby Deputowanych XIV, XV i XVI kadencji. W latach 2001–2006 w drugim i trzecim rządzie Silvia Berlusconiego pełnił funkcję podsekretarza stanu do spraw reform instytucjonalnych. Ponownie objął tożsame stanowisko w 2008 w czwartym gabinecie tegoż premiera.
18 czerwca 2010 powołany na nowo utworzony urząd ministra do spraw subsydiarności i decentralizacji w dotychczasowym rządzie. Był w tym czasie oskarżony o defraudację przy procesie przejmowania banku Banca Antonveneta. Ujawnienie tej informacji doprowadziło do kryzysu politycznego. 5 lipca 2010, po kilkunastu dniach urzędowania, Aldo Brancher podał się do dymisji, która została przyjęta. W sprawie defraudacji został w 2011 ostatecznie skazany na karę dwóch lat pozbawienia wolności, która nie została wykonana z uwagi na uchwaloną kilka lat wcześniej faktyczną amnestię.